# Olivella
Olivella es un municipio catalán situado en la comarca del Garraf, de la provincia de Barcelona, Cataluña. Situada en pleno parque natural del Garraf, Olivella es un municipio totalmente de zona forestal. 

## Historia
Olivella es un municipio en pleno parque natural del Garraf. Cuenta con numerosas masías y rutas turísticas de mucho interés, como la Plana Novella...
Las Urbanizaciones de Olivella son: Mas Mestre, Can Milà, Mas Milà, las Colinas y Can Surià.

## Demografía
Olivella cuenta con una población de 4419 habitantes (INE 2024).
| Gráfica de evolución demográfica de Olivella entre 1842 y 2021                                                        |
| |
| Población de derecho según los censos de población del INE. Población de hecho según los censos de población del INE. |

| 1900 | 1930 | 1950 | 1970 | 1981 | 1986 | 2008 | 2017 |
| ---- | ---- | ---- | ---- | ---- | ---- | ---- | ---- |
| 350  | 233  | 182  | 115  | 111  | 200  | 3123 | 3697 |

Olivella es un pueblo muy pequeño y la gran mayoría de la población está en las urbanizaciones colindantes.
Olivella tiene un pequeño centro urbano en la urbanización de Mas Milà, que dispone de un colegio de primaria, una farmacia, una oficina de Correos y un CAP, entre otras cosas.